# ORP Kormoran (601)

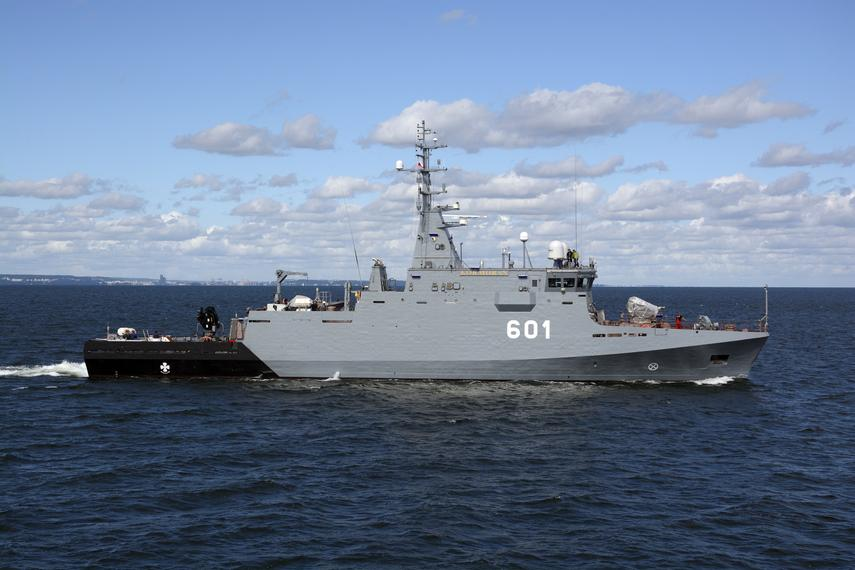
«Корморан», мисливець за мінами ВМС Польщі

Kormoran (601) — корабель, побудований консорціумом, що складається з верфі «Ремонтова Шіпбілдінг», Центру досліджень та розробок морської техніки та Стозня (Stocznia) ВМС Польщі . Він був спущений на воду 4 вересня 2015 року на суднобудівному заводі « Ремонтува» у місті Гданськ. Це мисливець за мінами, провідний корабель типу Корморан II, призначений для пошуку та знешкодження морських мін у водах виключної економічної зони Польщі та в тактичних групах НАТО на Балтійському та Північному морах . Для забезпечення необхідних магнітних характеристик корпус корабля загальною водотоннажністю 830 тонн та загальною довжиною 58,5 метрів був побудований з аустенітної неіржавіючої сталі. Роботи на кораблі були завершені 31 березня 2017 року.